# Grand Prix San Marino 1983
Grand Prix San Marino 1983 (oryg. Gran Premio di San Marino) – czwarta runda Mistrzostw Świata Formuły 1 w sezonie 1983, która odbyła się 1 maja 1983, po raz trzeci na torze Imola.
3. Grand Prix San Marino, trzecie zaliczane do Mistrzostw Świata Formuły 1.

## Wyścig
| P  | Nr | Kierowca | Konstruktor        | Opony         | Okr. | Czas / Strata | Komentarz                |  |
| -- | -- | -------- | ------------------ | ------------- | ---- | ------------- | ------------------------ |  |
| 1  |    | 5        | Patrick Tambay     | Ferrari       | G    | 60            | 1h37m52.460              |  |
| 2  |    | 15       | Alain Prost        | Renault       | M    | 60            | (+0:48.781)              |  |
| 3  |    | 28       | René Arnoux        | Ferrari       | G    | 60            | (+0:52.460)              |  |
| 4  |    | 1        | Keke Rosberg       | Williams-Ford | G    | 59            | (+1 okr.)                |  |
| 5  |    | 7        | John Watson        | McLaren-Ford  | G    | 59            | (+1 okr.)                |  |
| 6  |    | 29       | Marc Surer         | Arrows-Ford   | G    | 59            | (+1 okr.)                |  |
| 7  |    | 2        | Jacques Laffite    | Williams-Ford | M    | 58            | (+2 okr.)                |  |
| 8  |    | 30       | Chico Serra        | Arrows-Ford   | M    | 58            | (+2 okr.)                |  |
| 9  |    | 26       | Raúl Boesel        | Ligier-Ford   | G    | 58            | (+2 okr.)                |  |
| 10 |    | 23       | Mauro Baldi        | Alfa Romeo    | G    | 57            | (silnik)                 |  |
| 11 |    | 9        | Manfred Winkelhock | ATS-BMW       | G    | 57            | (+3 okr.)                |  |
| 12 |    | 12       | Nigel Mansell      | Lotus-Ford    | P    | 56            | (tylne skrzydło/wypadek) |  |